# لغة فعل ومفعول به
في علم اللغة، لغة الفعل مفعول به (VO) هي لغة يأتي فيها الفعل عادةً قبل المفعول، وتمثل حوالي 53٪ من اللغات الموثقة.
على سبيل المثال، تعتبر اللغة اليابانية لغة مفعول به فعل، وتعتبر اللغة الإنجليزية لغة فعل مفعول به. ستكون الجملة الأساسية التي توضح ذلك بالشكل التالي.
تميل لغات الفعل مفعول به إلى تفضيل استخدام حروف الجر (التي تضاف قبل الكلمة prepositions) بدلاً من حروف الجر (التي تضاف بعد الكلمة postpositions)، 42 فقط من لغات الفعل مفعول به الـ 498 الموثقة تستخدم حروف الجر (التي تضاف بعد الكلمة postpositions).
بعض اللغات، مثل الفنلندية والهنغارية والروسية والتركية واليديشية، تستخدم كلا التركيبين فعل مفعول به ومفعول به فعل، لكن في حالات أخرى، مثل الإنجليزية الوسطى المبكرة، قد تستعمل بعض اللهجات فعل مفعول به وأخرى مفعول به فعل. قد تترسخ اللغات التي تحتوي على كلا التركيبين مفعول به فعل وفعل مفعول به في إحدى التركيبين في سياق تطورها التاريخي. اللغة التي تنقل الفعل أو عبارة الفعل أكثر من المفعول به سيكون لها ترتيب كلمات فعل مفعول به ظاهر، واللغة التي تحرك المفعول به أكثر من الفعل أو عبارة الفعل سيكون لها ترتيب كلمات مفعول به فعل ظاهر.

## عناوين فرعية
- فاعل فعل مفعول به
- فعل - فاعل - مفعول به
- فعل - مفعول به - فاعل